# Bandeira de Monterrei
A Bandeira de Monterrei é um dos símbolos oficiais da cidade capital e município de Monterrei, do estado de Nuevo León, uma subdivisão do México. Seu uso foi aprovado em 18 de setembro de 2008, durante a gestão do então congreso do estado, com a aprovação de um júri designado para o caso.

## Desenho e simbolismo

### Descrição
Seu desenho consiste no campo branco de proporção largura-comprimento de 4:7 no meio o brasão de armas do município de Monterrei, abaixo tem a legenda de Municipio de Monterrey

## Cores
As cores da bandeira é o branco:
| Cor) | Cor)   | Código Hex HTML |
| ---- | ------ | --------------- |
|      | branco | #FFFFFF         |